# 阿波座
阿波座（あわざ）は、大阪府大阪市西区の地域名。または町名。現行行政地名は阿波座一丁目および阿波座二丁目。

## 地理
大阪市西区東部、下船場（西船場）のおおむね中央に位置する。東を西横堀川、西を百間堀川、南を立売堀川、北を阿波堀川、北西を薩摩堀川と、かつて流れていた堀川で囲まれた島のうち、立売堀川北岸と薩摩堀川以南を除く部分を指し、現在も汎称地名として使われている。現在これらの堀川は全て埋め立てられており、中央大通以北は西本町に、かつての阿波座三番町の筋から西は立売堀に含まれている。
現行行政地名は1978年（昭和53年）実施で、北で西本町、北東の道路上の一点で中央区船場中央、東で中央区久太郎町、南東で北久宝寺町、南から西にかけて立売堀と接する。西本町3丁目にOsaka Metro阿波座駅があるが、中央線のホームはかつての薩摩堀に所在し、千日前線のホームは一部靱にかかっており、本来の阿波座からは西へ離れている。なお、千日前線ホーム上の靱本町3交差点には、かつて大阪市電の茂左衛門橋電停があった。

## 歴史

### 地名の由来
一つは阿波国の商人たちが居住したとする説で、古くは海上交易における拠点とされ、四国や中国地方から特産物が多く流れこんだ。もう一つは阿波屋西村太郎助の所領であったとする説で、現在の本町通靱本町1交差点付近に太郎助橋という橋が阿波堀川に架かっていた。

### 町名の変遷
江戸時代の町名は、権右衛門町（ごんえもんちょう）・奈良屋町・阿波町・衽町（おくみまち）・神田町・伊達町・箱屋町・豊島町（てしまちょう）・釘屋町・三右衛門町（さんえもんちょう）・讃岐屋町・帯屋町・日向町・古金町（ふるかねまち）・阿波橋町・阿波座鉄町（あわざてつまち）・中橋町・船坂町の18町で、薩摩堀川以西にも阿波堀町という町があった。
1872年（明治5年）に阿波堀通1～5丁目（5丁目は薩堀川以西）・阿波座裏町・阿波座上通（1～3丁目）・阿波座中通（1～2丁目）・阿波座下通（1～2丁目）・阿波座一番町・阿波座二番町・阿波座三番町・阿波座四番町に改編。1924年（大正15年）に阿波座裏町が奥美町に改称。1960年（昭和35年）に阿波堀通（1～3丁目）・阿波座北通（1～2丁目）・阿波座上通（1～4丁目）・阿波座中通（1～3丁目）・阿波座南通（1～3丁目）に改編され、阿波座三番町の筋から西が立売堀上通に含まれるようになり、1977年（昭和52年）には中央大通以北が西本町に含まれるようになった。1978年（昭和53年）に阿波座（1～2丁目）の現行行政地名を実施。

## 世帯数と人口
2019年（平成31年）3月31日現在の世帯数と人口は以下の通りである。
| 丁目         | 世帯数  | 人口  |
| ------------ | ------- | ----- |
| 阿波座一丁目 | 357世帯 | 449人 |
| 阿波座二丁目 | 203世帯 | 242人 |
| 計           | 560世帯 | 691人 |

### 人口の変遷
国勢調査による人口の推移。
| 1995年（平成7年）  | 307人 | [ 6 ]  |  |
| 2000年（平成12年） | 490人 | [ 7 ]  |  |
| 2005年（平成17年） | 509人 | [ 8 ]  |  |
| 2010年（平成22年） | 621人 | [ 9 ]  |  |
| 2015年（平成27年） | 515人 | [ 10 ] |  |

### 世帯数の変遷
国勢調査による世帯数の推移。
| 1995年（平成7年）  | 187世帯 | [ 6 ]  |  |
| 2000年（平成12年） | 347世帯 | [ 7 ]  |  |
| 2005年（平成17年） | 399世帯 | [ 8 ]  |  |
| 2010年（平成22年） | 477世帯 | [ 9 ]  |  |
| 2015年（平成27年） | 370世帯 | [ 10 ] |  |

## 学区
市立小・中学校に通う場合、学区は以下の通りとなる。なお、小学校・中学校入学時に学校選択制度を導入しており、通学区域もしくは隣接する校区の小学校・中学校から選択することも可能。
| 丁目         | 番   | 小学校             | 中学校               |
| ------------ | ---- | ------------------ | -------------------- |
| 阿波座一丁目 | 全域 | 大阪市立明治小学校 | 大阪市立花乃井中学校 |
| 阿波座二丁目 | 全域 | 大阪市立明治小学校 | 大阪市立花乃井中学校 |

## 事業所
2016年（平成28年）現在の経済センサス調査による事業所数と従業員数は以下の通りである。
| 丁目         | 事業所数  | 従業員数 |
| ------------ | --------- | -------- |
| 阿波座一丁目 | 291事業所 | 6,780人  |
| 阿波座二丁目 | 71事業所  | 2,616人  |
| 計           | 362事業所 | 9,396人  |

## 施設
- 堂島取引所
- 大阪市立明治小学校
- 新阿波座公園

## 交通

### 鉄道
- Osaka Metro 本町駅
  - 御堂筋線・中央線・四つ橋線
- Osaka Metro 阿波座駅
  - 中央線・千日前線

### 道路
高速
- 阪神高速16号大阪港線 阿波座出入口

主要地方道
- 中央大通
- 四つ橋筋
- なにわ筋

## その他

### 日本郵便
- 郵便番号 : 550-0011[3]（集配局：大阪西郵便局[13]）。